# Panamerikanska mästerskapen i taekwondo 2018
Panamerikanska mästerskapen i taekwondo 2018 arrangerades mellan den 12 och 15 juli 2018 i Spokane i USA. Det var den 20:e upplagan av panamerikanska mästerskapen i taekwondo.

## Resultat

### Herrar
| Gren   | Guld                                 | Silver                                   | Brons                                |
| −54 kg | Austin Tran USA                      | Paulo Melo Brasilien                     | César Rodríguez Mexiko               |
| −54 kg | Austin Tran USA                      | Paulo Melo Brasilien                     | Jorge Hernández Mexiko               |
| −58 kg | Brandon Plaza Mexiko                 | Luisito Pié Dominikanska republiken      | Stefan Trantalovski Kanada           |
| −58 kg | Brandon Plaza Mexiko                 | Luisito Pié Dominikanska republiken      | João Miguel Neto Brasilien           |
| −63 kg | Bernardo Pié Dominikanska republiken | Alejandro Chang USA                      | Lucas Guzmán Argentina               |
| −63 kg | Bernardo Pié Dominikanska republiken | Alejandro Chang USA                      | Siddhartha Bhat Kanada               |
| −68 kg | Edival Pontes Brasilien              | Ignacio Morales Chile                    | Alexander Ortiz Peru                 |
| −68 kg | Edival Pontes Brasilien              | Ignacio Morales Chile                    | José Nava Mexiko                     |
| −74 kg | Thomas Rahimi USA                    | Jaysen Ishida USA                        | Andrew Park Kanada                   |
| −74 kg | Thomas Rahimi USA                    | Jaysen Ishida USA                        | Miguel Trejos Colombia               |
| −80 kg | Uriel Adriano Mexiko                 | Moisés Hernández Dominikanska republiken | Mauricio Newman USA                  |
| −80 kg | Uriel Adriano Mexiko                 | Moisés Hernández Dominikanska republiken | Francisco Lucin dos Santos Brasilien |
| −87 kg | Bryan Salazar Mexiko                 | Ícaro Miguel Soares Brasilien            | Jordan Stewart Kanada                |
| −87 kg | Bryan Salazar Mexiko                 | Ícaro Miguel Soares Brasilien            | João Pedro Chaves Brasilien          |
| +87 kg | Carlos Sansores Mexiko               | Stephen Lambdin USA                      | Martín Sío Argentina                 |
| +87 kg | Carlos Sansores Mexiko               | Stephen Lambdin USA                      | Maicon Siqueira Brasilien            |

### Damer
| Gren   | Guld                     | Silver                    | Brons                          |
| −46 kg | Yvette Yong Kanada       | Camila Bezerra Brasilien  | Brenda Costa Rica Mexiko       |
| −46 kg | Yvette Yong Kanada       | Camila Bezerra Brasilien  | Sabrina Valderrama Puerto Rico |
| −49 kg | Talisca Reis Brasilien   | Camila Rodríguez Colombia | Daiana Vásquez Argentina       |
| −49 kg | Talisca Reis Brasilien   | Camila Rodríguez Colombia | Viviane Tranquille Kanada      |
| −53 kg | Carolena Carstens Panama | Leonor Dias Brasilien     | Aziza Chambers USA             |
| −53 kg | Carolena Carstens Panama | Leonor Dias Brasilien     | Julissa Diez Canseco Peru      |
| −57 kg | Skylar Park Kanada       | Rafaela Araújo Brasilien  | Fernanda Aguirre Chile         |
| −57 kg | Skylar Park Kanada       | Rafaela Araújo Brasilien  | Devon Lewis USA                |
| −62 kg | Cheyenne Lewis USA       | Amanda Bluford USA        | Anel Félix Mexiko              |
| −62 kg | Cheyenne Lewis USA       | Amanda Bluford USA        | Ara White USA                  |
| −67 kg | Paige McPherson USA      | Victoria Heredia Mexiko   | Melissa Pagnotta Kanada        |
| −67 kg | Paige McPherson USA      | Victoria Heredia Mexiko   | Milena Titoneli Brasilien      |
| −73 kg | Raiany Fidelis Brasilien | María Espinoza Mexiko     | Nathalie Iliesco Kanada        |
| −73 kg | Raiany Fidelis Brasilien | María Espinoza Mexiko     | Madelynn Gorman-Shore USA      |
| +73 kg | Ashley Arana Mexiko      | Briseida Acosta Mexiko    | Gabriele Siqueira Brasilien    |
| +73 kg | Ashley Arana Mexiko      | Briseida Acosta Mexiko    | Sanaz Shahbazi USA             |